# Samir Əliyev
Samir Əliyev (Kalinino, 14 aprile 1979) è un allenatore di calcio ed ex calciatore azero, di ruolo attaccante, commissario tecnico della nazionale azera Under-21.

## Carriera

### Club
Ha sempre giocato nella massima serie del proprio paese con varie squadre, tranne dal 2002 al 2004 con il Volyn' Luc'k in Ucraina e nel 2004 stesso con la russa Uralan Elista.

### Nazionale
Ha esordito con la nazionale azera nel 1997.

## Palmarès

### Giocatore

#### Competizioni nazionali
- Campionato azero: 1

Kəpəz: 1998-1999
- Coppa d'Azerbaigian: 1

Neftchi Baku: 2001-2002